# Kiczora Kamienicka
Kiczora (1003 m), Kiczora Kamienicka (1007 m) – szczyt w Gorcach, wraz z Wielkim Wierchem otoczony przez opływającą go z trzech stron rzekę Kamienicę. Od południowej strony sąsiaduje z Magorzycą (875 m), od północnej z Wielkim Wierchem (1016 m). Pomiędzy Wielkim Wierchem a Kiczorą jest przełęcz, na której znajduje się polana Jeziorne. Wzdłuż koryta Kamienicy Gorczańskiej opływającej te szczyty poprowadzona jest droga wojewódzka nr 968 (odcinek ze Szczawy do Kamienicy).
Według regionalizacji fizycznogeograficznej Karpat opracowanej przez Jerzego Kondrackiego Kiczora Kamienicka wraz z Wielkim Wierchem i Magorzycą włączone zostały do Beskidu Wyspowego, a granica poprowadzona została przez płytką przełęcz 850 m pomiędzy Magorzycą a Gorcem. Podział ten uznaje też zbiorowe opracowanie „Gorce. Przewodnik dla prawdziwego turysty” (brak w nim opisów tych szczytów). Jednak inni autorzy opracowań o tym regionie (Józef Nyka, Andrzej Matuszczyk) włączają te szczyty do Gorców, uzasadniając to faktem, że od Beskidu Wyspowego obydwa te szczyty oddzielone są głęboką doliną Kamienicy Gorczańskiej, stanowiącą w tym miejscu najbardziej naturalną i oczywistą granicę między Beskidem Wyspowym i Gorcami. W Instytucie Ochrony Środowiska powstała nowa mapa podziału fizycznogeograficznego Polski, w której Kiczora Kamienicka wraz z Wielkiem Wierchem i Magorzycą należy do Gorców.
Kiczorę Kamienicką łatwo rozpoznać po wznoszącym się pod jej szczytem maszcie przekaźnikowym. Jest w większości porośnięta lasem. Na jej południowych i wschodnich zboczach znajdują się wciśnięte pomiędzy las i należące do wsi Szczawa przysiółki: Podkiczory, Szałasie, Faronówki, Polanki. Wszystkie spływające z niej potoki uchodzą do okrążającej ją rzeki Kamienica lub jej dopływu – Głębieńca.
Nazwa jest pochodzenia wołoskiego, w którym słowo kiczora oznaczało górę z wierzchołkiem porośniętym lasem. Gór o nazwie Kiczora jest w Karpatach wiele.
Kiczora Kamienicka znajduje się w granicach wsi Szczawa w województwie małopolskim, w powiecie limanowskim, w gminie Szczawa.

## Szlaki turystyczne
Na Kiczorę Kamienicką prowadzi czerwony szlak spacerowy.
 Szczawa – Osiedle Łuszczki – Kiczora Kamienicka – Osiedle Polanki – Szczawa

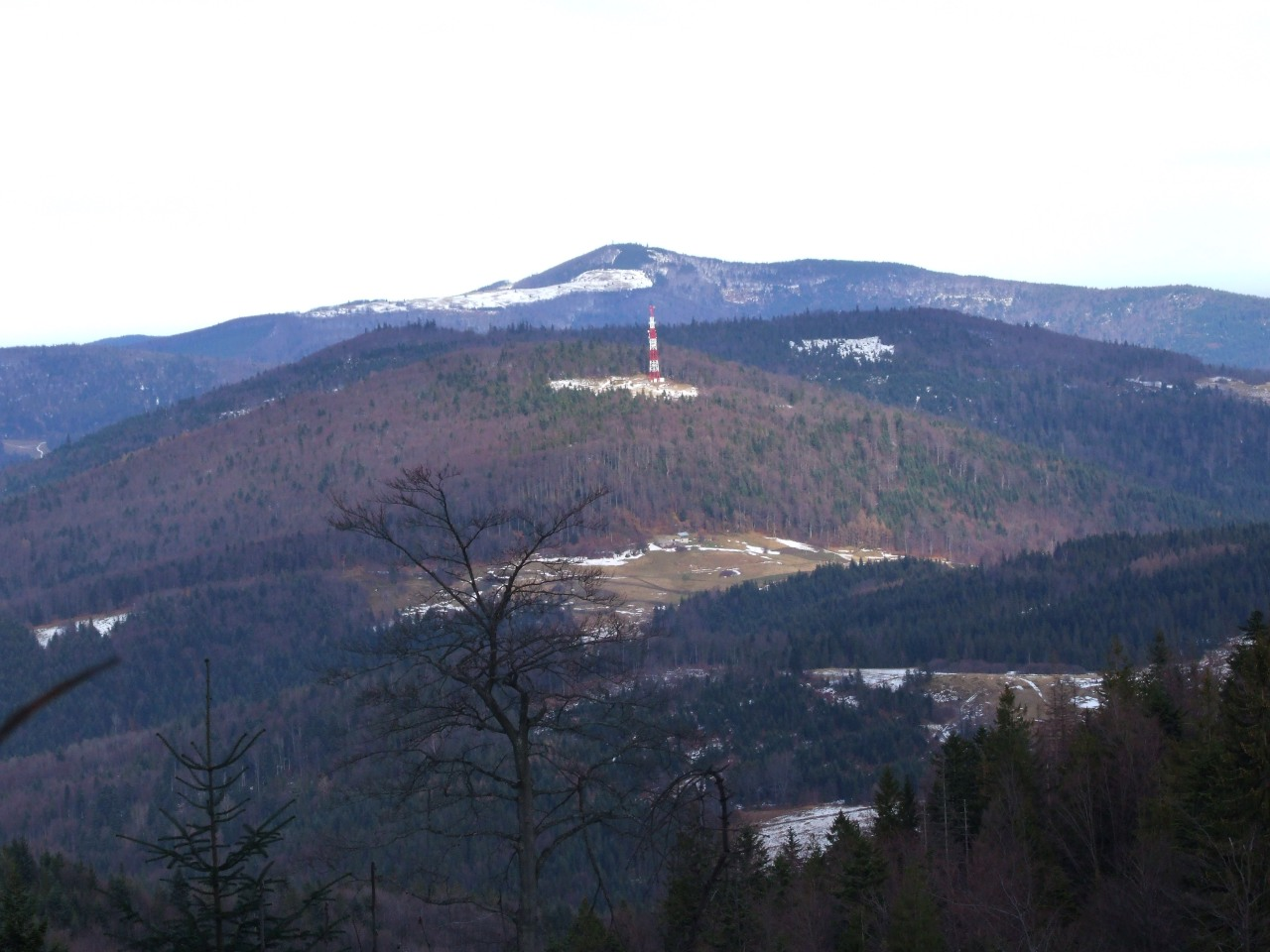
Kiczora, Wielki Wierch i Mogielica. Widok z Nowej Polany
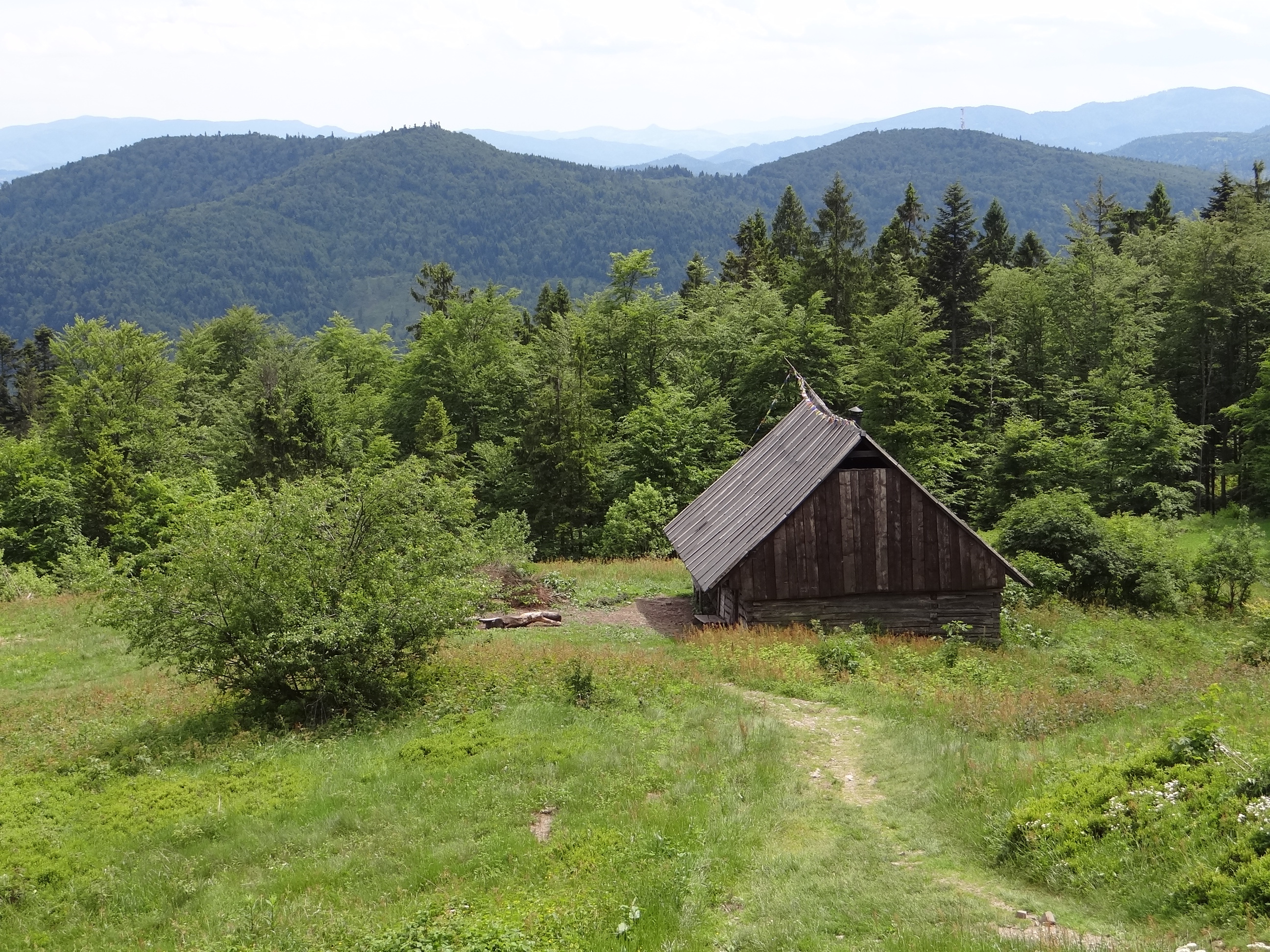
Widok z polany Skalne
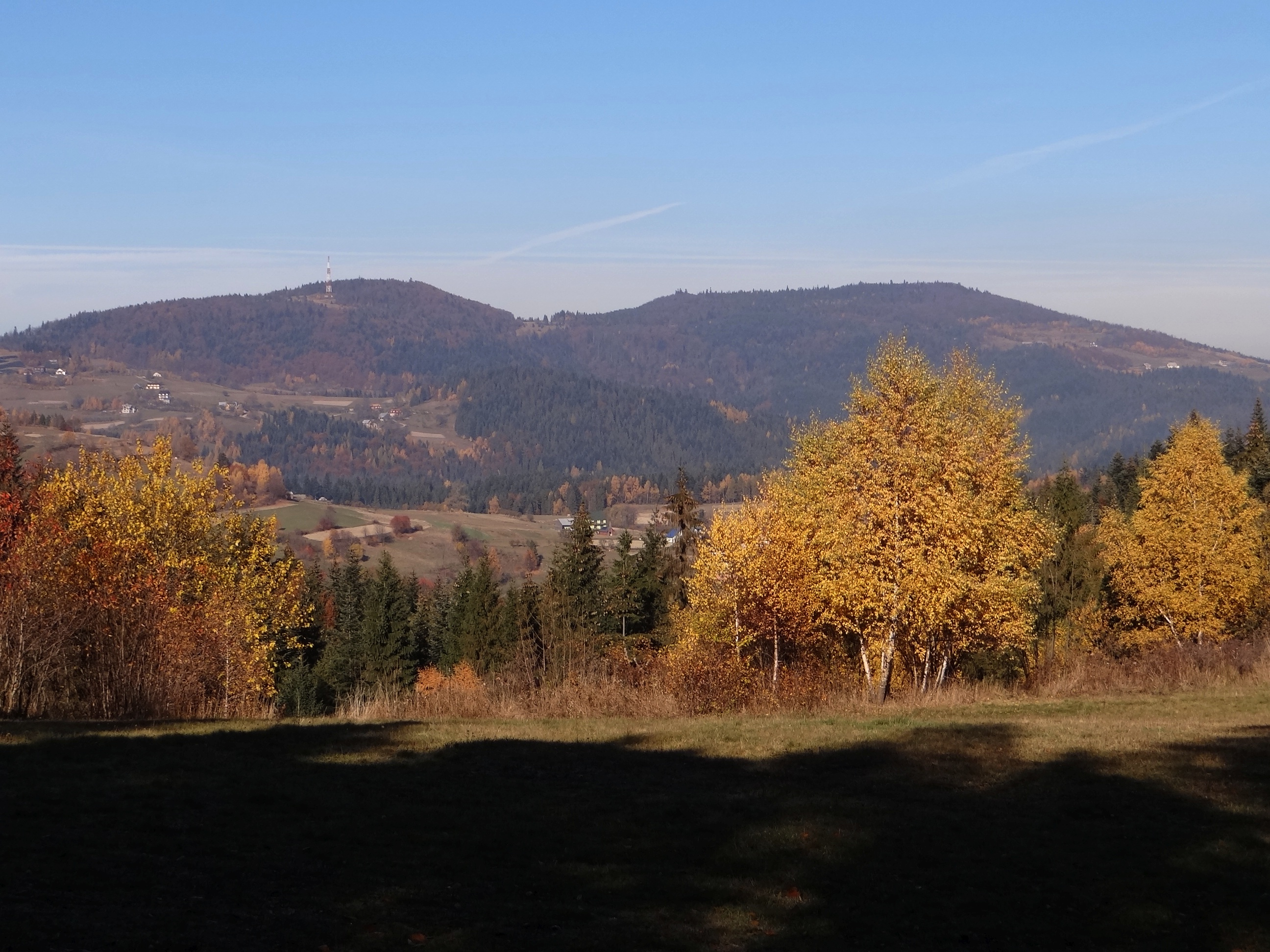
Widok na Kiczorę i Wielki Wierch z Tokarki
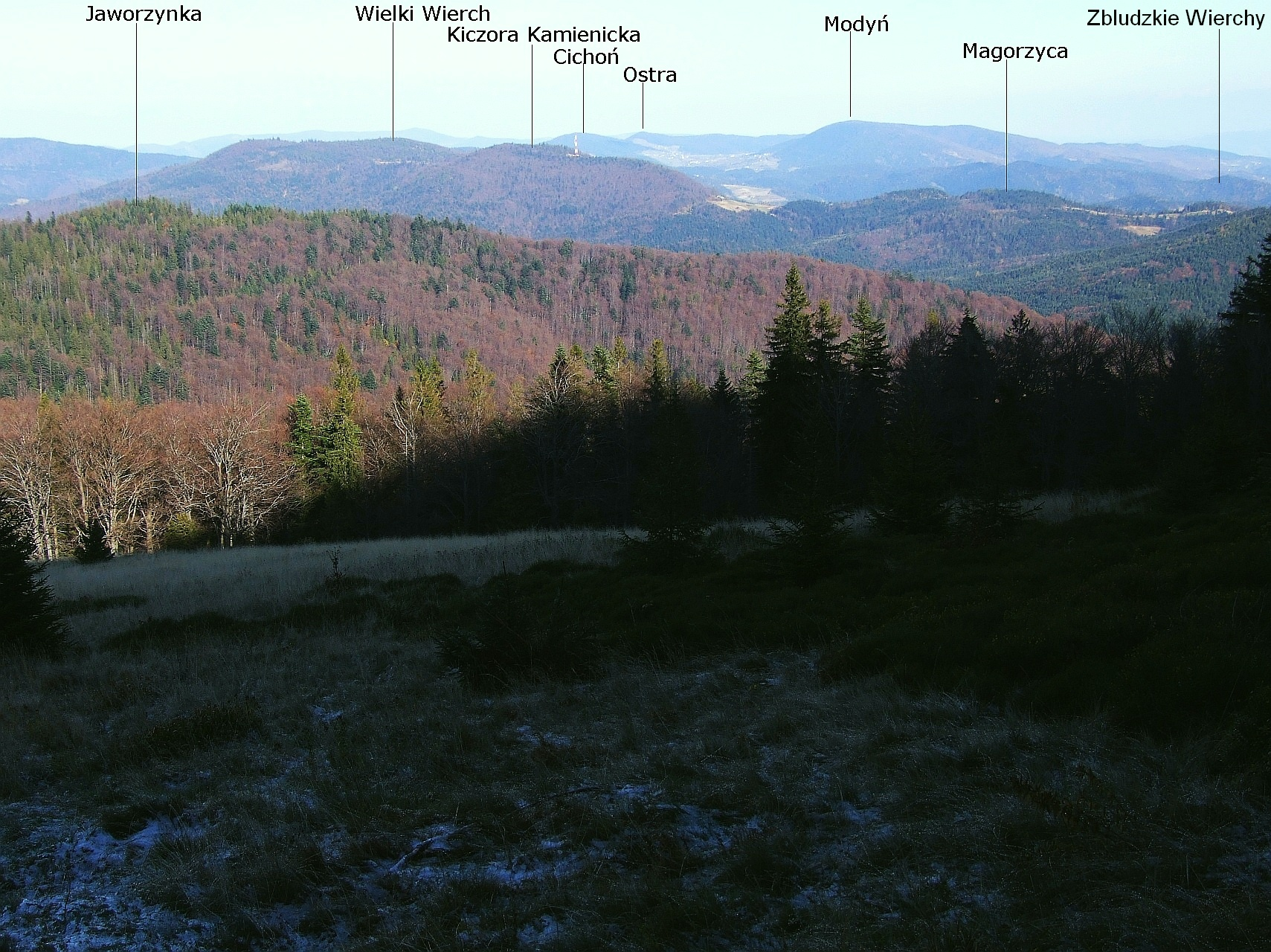
Widok z Gorca Troszackiego